# Milna (kulturno-povijesna cjelina)
Kulturno-povijesna cjelina Milne, općina Milna, otok Brač, zaštićeno kulturno dobro.

## Opis dobra
Naselje Milna je najveća bračka luka smještena na zapadnoj obali otoka blizu poluotoka Zaglav. Duboka uvala se račva na dva rukavca Žalo na sjeveru i Panteru na jugoistoku gdje su dijelom i močvarni predjeli, a prema odlikama pjeskovitog tla i finog žala nastao je naziv Milna Prvi se put ime Milna spominje u ispravi iz 1333. g., a god. 1519. navodi se crkva sv. Marije (ecclesia Ste Mariae Milnavi) na mjestu današnje župne crkve. Ona postaje jezgra novog priobalnog naselja, što ga je branio renesansni kaštel obitelji Cerinić zvan Polaca ili Anglišćina. Nagli razvoj Milna doživljava početkom 19. st. kada je zacrtana urbanistička matrica lučnog obrisa naselja između Pantere i Žala te niz blokova uzduž blatačke rive. Gradnja nove obale s uređenjem luke provedena je krajem 60-tih godina 19. st. Tada je oblikovano pročelje naselja prema moru od kuće Babarović, monumentalne kamene trokatnice iz 1843. koja na istoku flankira skalinadu pred župnom crkvom do dvokatnica obitelji Skarneo na zapadnoj strani koje su kraćim pročeljem okrenute moru.

## Zaštita
Pod oznakom Z-7004 zavedena je kao nepokretno kulturno dobro - kulturno-povijesna cjelina, pravna statusa zaštićena kulturnog dobra, klasificirano kao "urbana cjelina".